# 田中なな実
田中 なな実（たなか ななみ、1991年11月30日 - ）は、日本のAV女優。

## 略歴・人物
AVデビューする以前は地域放送局のアナウンサーだった。
2022年5月、専属を離れ企画単体女優となる。

## 出演作品

### アダルトDVD

#### 2022年
- 元地方局アナウンサー 田中なな実 30歳 AV DEBUT（2月18日、Madonna）
- 元地方局アナウンサー 覚醒 絡み合う汗、奪い合う唇、情熱セックス。（3月18日、Madonna）
- Madonna専属第3弾！！元地方局アナウンサーの人妻 初ドラマ作品！！ 抱かれたくない男に死にたくなるほどイカされて…（4月22日、Madonna）
- 美人女教師の彼女はクラスの担任で部活の顧問でボクの恋人～年上彼女と朝から晩まで禁断情熱中出しSEX～（5月20日、VENUS）
- いちゃラブ宅飲み濃厚べろちゅう密着せっくちゅ 田中なな実が彼女になった日（6月4日、桃太郎映像出版）
- 母子姦（6月18日、VENUS）
- 隣の不貞奥さん（6月20日、プラネットプラス）
- 先輩の奥さんと即ハメW不倫 最高の浮気相手と時間の許す限りフルでまぐわう会ったらヤルだけ中出しセックス（7月1日、VENUS）
- 性欲旺盛な弟の嫁に誘惑されて…。（8月13日、KSB企画/エマニエル）
- 人妻ななみ（29）中出し不倫 淫乱に目覚めた女子社員 ～絶叫絶頂のホテル同伴出張～ 秘書課（8月20日、オーロラプロジェクト・アネックス）
- 栗の華の匂いと愛液に塗れた、ホテル御籠りセックス。（10月22日、オーロラプロジェクト・アネックス）
- 夫以外の家族に狙われた美尻レギンス若妻の肉穴（11月23日、ヒビノ）
- あなた、許して…。 夫の幼馴染に抱かれて（12月2日、アタッカーズ）